# Hisashi Kimura
Hisashi Kimura (木村栄) (Kanazawa, Ishikawa, Japón, 1870 – 26 de septiembre de 1943) fue un astrónomo japonés.
Dedicó su carrera al estudio y medición de la variación en latitud debida al bamboleo de Chandler. Fue director del Observatorio Internacional de la Latitud en  Mizusawa (Japón).
Recibió la Medalla de oro de la Real Sociedad Astronómica en 1936 y fue una de las primeras personas en recibir la Orden de la Cultura de Japón, que comenzó a otorgarse en 1937.

## Eponimia
- El cráter lunar Kimura y el asteroide (6233) Kimura reciben sus nombres en su honor.